# Jesus Dosado
Jesus Armamento Dosado (ur. 1 września 1939 w Sogod, zm. 23 czerwca 2020 w Ozamisie) – filipiński duchowny rzymskokatolicki, w latach 1983-2016 arcybiskup Ozamiz.

## Życiorys
Święcenia kapłańskie przyjął 28 maja 1996. 31 października 1977 został prekonizowany biskupem pomocniczym Cebu ze stolicą tytularną Nabala. Sakrę biskupią otrzymał 25 stycznia 1978. 4 czerwca 1979 został mianowany biskupem pomocniczym Cagayan de Oro. 29 lipca 1981 został mianowany biskupem Ozamiz, 24 stycznia 1983 został podniesiony do godności arcybiskupa. 4 października 2016 przeszedł na emeryturę.